# عمر والكوت
عمر والكوت (بالإسبانية: Omar Walcott) (24 يوليو 1965 بكاراكاس في فنزويلا - ) هو لاعب كرة سلة فنزويلي في مركز هجوم قوي الجسم، شارك في الألعاب الأولمبية الصيفية 1992.

## وصلات خارجية
- عمر والكوت على موقع الاتحاد الدولي لكرة السلة (الإنجليزية)
- عمر والكوت على موقع الدوري الإسباني لكرة السلة (الإسبانية)
- عمر والكوت على موقع كرة السلة الأوروبية.كوم (الإنجليزية)
- عمر والكوت على موقع ريلجم (الإنجليزية)
- عمر والكوت على موقع بروبوليرز (الإنجليزية)
- عمر والكوت على موقع سبورتس رفرنس (الإنجليزية)
- عمر والكوت على موقع أوليمبيديا (الإنجليزية)